# توت‌فرنگی آناناسی

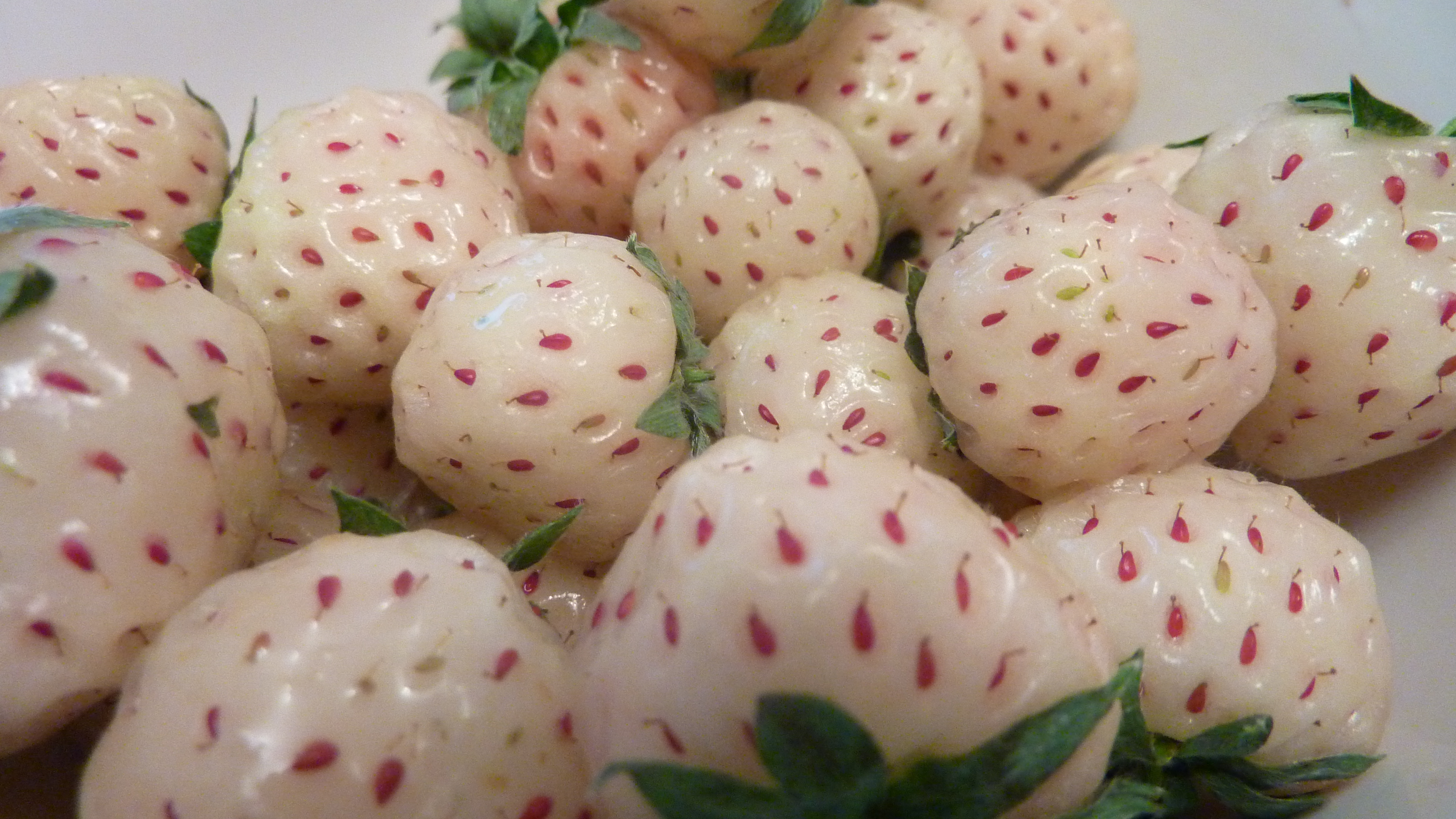
توت‌فرنگی آناناسی

توت‌فرنگی آناناسی یا پاینبری (به انگلیسی: Pineberry) یک رقم (کولتیوار) توت‌فرنگی است با مزۀ شبیه آناناس ، رنگ سفید و تخم های قرمز است 
که در آوریل ۲۰۰۹ در آلمان به عموم معرفی شد. این میوه ترکیبی از توت‌فرنگی ساحلی آمریکای جنوبی و توت‌فرنگی ویرجینیای آمریکای شمالی است. رنگ این میوه از سفید تا نارنجی کمرنگ متفاوت است، بسیار خوشبو است و کمی مزه‌ی آناناس دارد.

## نگارخانه

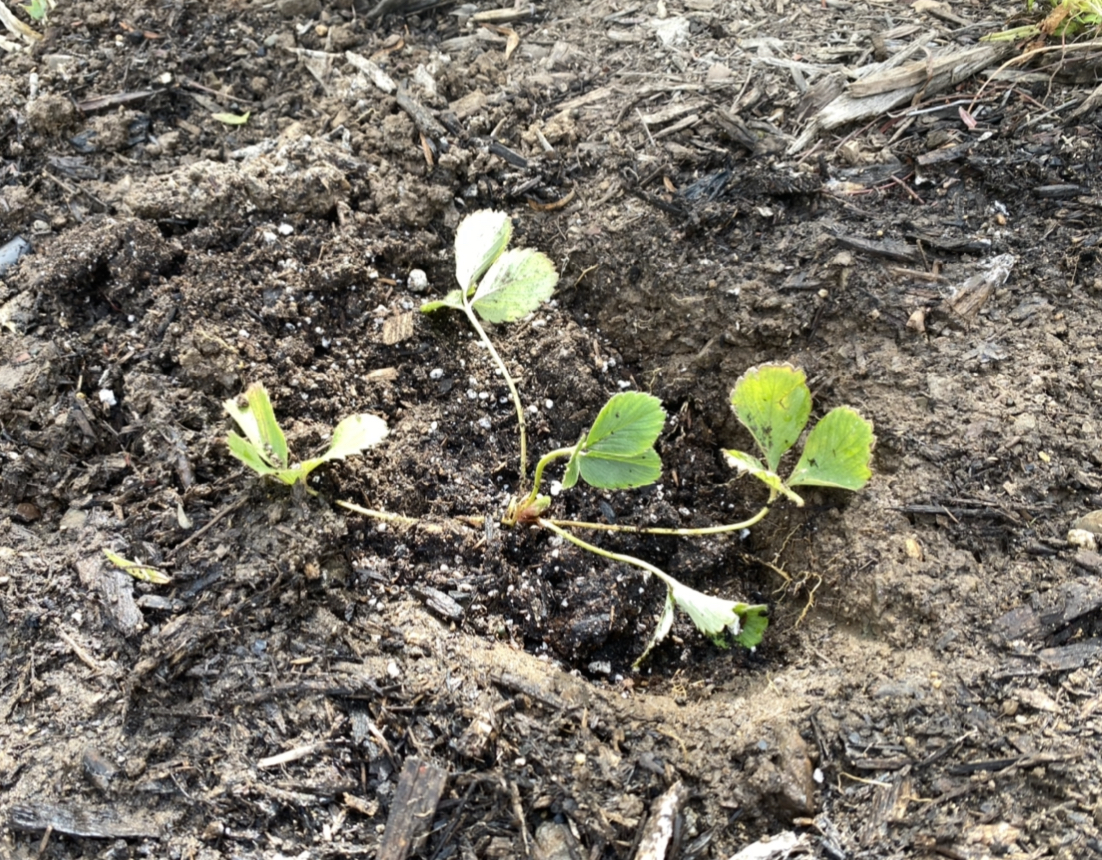
گیاه توت فرنگی اناناسی
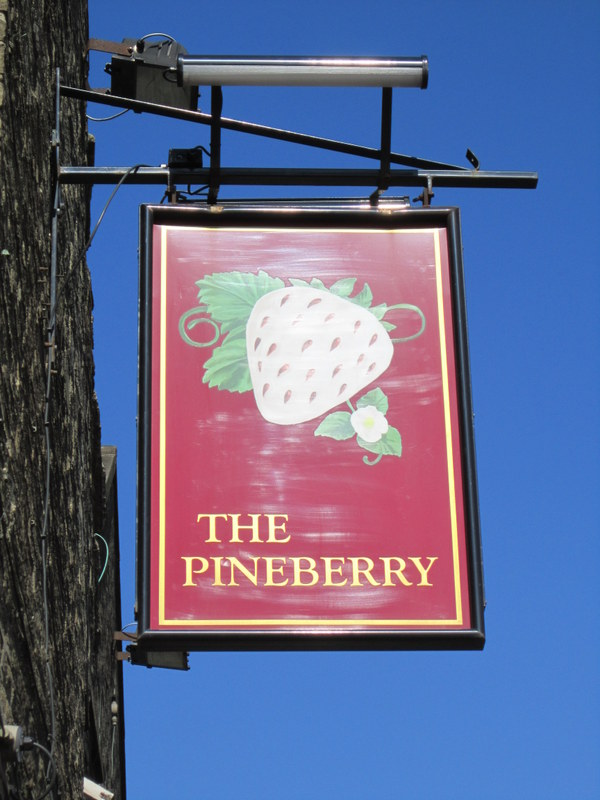
تابلو توت فرنگی اناناسی
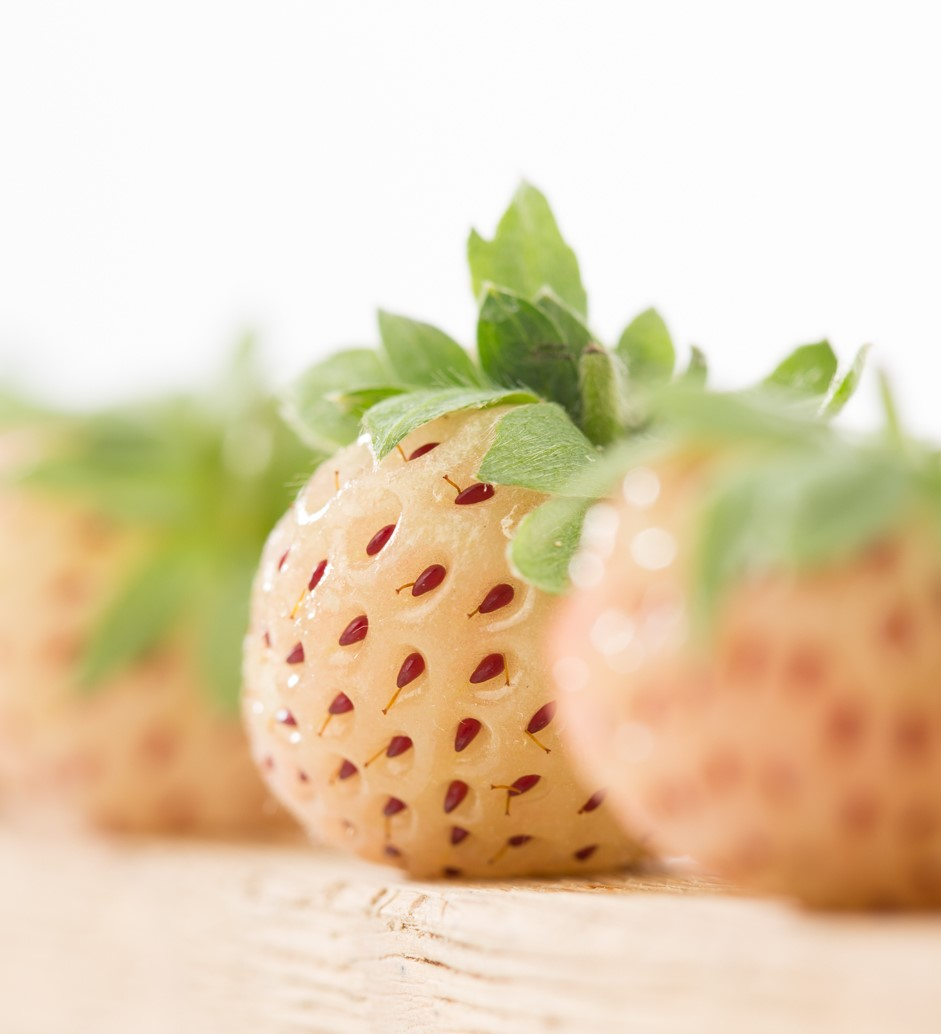
توت فرنگی اناناسی